# Cyrtochilum gyriferum
Cyrtochilum gyriferum är en orkidéart som beskrevs av Friedrich Fritz Wilhelm Ludwig Kraenzlin. Cyrtochilum gyriferum ingår i släktet Cyrtochilum, och familjen orkidéer. Inga underarter finns listade i Catalogue of Life.